# Kafrantin
Kafrantin (arab. كفرانتين) – wieś w Syrii, w muhafazie Aleppo. W 2004 roku liczyła 844 mieszkańców.